# Neroli Fairhall
Neroli Fairhall, född 26 augusti 1944, död 11 juni 2006, var en nyzeeländsk bågskytt. Hon deltog vid olympiska sommarspelen 1984.